# Shambleau
Shambleau (titre original en anglais : Shambleau) est une nouvelle de l'auteur américaine C. L. Moore parue en 1933 qui mêle fantastique et science-fiction. Cette nouvelle donna plus tard son titre à la traduction française d'un recueil de nouvelles paru en 1953 et relatant les aventures de Northwest Smith, un aventurier de l'espace.

## Présentation de l'œuvre
Les nouvelles originales de Catherine Lucille Moore mettant en scène Northwest Smith, un aventurier de l'espace, parurent toutes dans la revue américaine spécialisée Weird Tales, à partir de 1933. Elles furent rassemblées dans un recueil vingt ans plus tard, à partir de 1953.
Aux États-Unis, sept nouvelles de Catherine L. Moore furent tout d'abord réunies dans un volume intitulé Shambleau and others (1953), un recueil qui faisait alterner les aventures des deux personnages principaux de l'auteur : Northwest Smith (quatre nouvelles) et Jirel de Joiry (trois nouvelles). Un second volume parut l'année suivante sous le titre Northwest of Earth (1954), avec cinq nouvelles consacrées à Northwest Smith et deux à Jirel de Joiry.
En France, la nouvelle Shambleau parut en traduction française dès 1954 au n° 26 de la collection « Le Rayon fantastique » dans un recueil intitulé Escales dans l'infini. Le premier recueil fut édité en 1957 (n° 46 de la même collection) avec huit nouvelles dédiées aux seules aventures de Northwest Smith, à l'exception de Shambleau. Les illustrations de couverture de ces deux ouvrages furent assurées par le dessinateur René Caillé, qui orna la première d'une Shambleau pulpeuse, et la seconde d'un Northwest Smith plus statique et sculptural. Ce n'est qu'en 1972 que furent réunies Shambleau et les huit autres nouvelles en une compilation des récits publiés dans les deux premières éditions américaines.
Northwest Smith apparaît également dans la nouvelle La Quête de la pierre-étoile (Quest of the Starstone) coécrite avec Henry Kuttner et incluse dans le recueil Jirel de Joiry.
Shambleau est une nouvelle considérée comme emblématique de la science-fiction féministe : elle s'inscrit dans la lignée des textes de cyborg, et pourrait même prétendre être une des œuvres fondatrice à l'origine de la science-fiction féministe,,,,,. La nouvelle semble en effet se conformer à première vue aux normes de genre dominantes, mais une lecture attentive en révèle le potentiel subversif.

### Composition du recueil
L'édition J'ai lu de 1972 se compose de neuf nouvelles parues à l'origine dans le magazine américain spécialisé Weird Tales à partir de 1933 et toutes consacrées aux aventures de l'aventurier de l'espace Northwest Smith :
- Shambleau (Shambleau, 1933) ;
- Songe vermeil (Scarlet Dream, 1934) ;
- L'Arbre de vie (The Tree of Life, 1936) ;
- La Soif noire (Black Thirst, 1934) ;
- Paradis perdu (Lost Paradise, 1936) ;
- La Poussière des dieux (Dust of Gods, 1934) ;
- Julhi (Julhi, 1935) ;
- Le Dieu gris (The Cold Gray God, 1935) ;
- Yvala (Yvala, 1936).

### Intertextualité
Il existe très peu de références croisées entre les neuf nouvelles du recueil. Si l'univers science-fictif et les deux personnages principaux servent de dénominateurs communs aux différentes nouvelles, les récits n'entretiennent cependant aucun lien narratif particulier, chacun se développant de manière autonome. Seule exception, la nouvelle intitulée Yvala (1936), dans laquelle Catherine Lucille Moore fait une allusion directe aux vierges de la Minga, une histoire fabuleuse racontée dans La Soif noire (1934).

### Genre
Les nouvelles de Catherine Lucille Moore mêlent deux genres distincts : la science-fiction et le fantastique. L'histoire cadre de chaque nouvelle, qui présente la situation initiale de Northwest Smith, relève toujours de la science-fiction avec ses vaisseaux spatiaux, ses voyages interplanétaires, ses colonies extra-terrestres et ses armes de haute technologie. En revanche, l'intrigue du récit se déroule systématiquement dans un univers fantastique qui entraîne le héros et son lecteur dans une autre dimension de la réalité, qu'elle soit onirique, temporelle ou psychique.
Si les éléments relevant directement de la science-fiction ne sont en général qu'esquissés, la dimension fantastique en revanche est largement développée et conduit le héros aux confins de l'horreur et de l'angoisse. Par son usage intensif des ressources littéraires du fantastique, par les thèmes abordés et la tonalité générale d'angoisse de ses récits, C. L. Moore se situe dans le sillage littéraire d'H. P. Lovecraft.

### Style
Le style littéraire de C. L. Moore est marqué par l'usage insistant d'oxymores comme l'extase irrémédiablement associée au dégoût ou le thème très romantique de la beauté associée à la mort : « Il en frémissait d'horreur, mais c'était une répulsion perverse qui désirait ce qu'elle haïssait. » En conséquence, les champs lexicaux les plus fréquemment utilisés sont ceux de l'angoisse, de l'horreur et du dégoût (avec une large palette de qualificatifs récurrents comme « immonde, odieux, monstrueux, cauchemardesque, écœurant, épouvantable, effrayant, repoussant, inhumain, etc. ») et ceux du plaisir, du désir, de la sensualité et de l'extase. Catherine Lucille Moore renforce encore l'atmosphère toujours ambiguë et fatale de ses récits par l'amplification progressive de ces sentiments d'extase ou de dégoût, les portant toujours à la limite du pouvoir évocateur des mots, jusqu'à l'indicible et l'innommable. Autre registre littéraire utilisé par l'auteur, celui du toucher avec un lexique qui tourne autour de la viscosité, de l'épaisseur des fluides et de la boue.

## Résumé des nouvelles

### Univers des nouvelles
Les vols interplanétaires ont permis aux Terriens de créer des avant-postes sur Mars et Vénus. L'espace est surveillé par la Garde interplanétaire, mais le trafic de drogue et l'esclavage sont encore monnaie courante.
La planète Mars connaît deux populations distinctes, les Martiens des Terres sèches et les Martiens des Canaux. Mars est connu pour les marchés de Lakkmanda. Les principales villes martiennes sont : Lakkdarol, Lakkmanda, Righa (ville polaire). L'arme blanche des Martiens est le cring et leur opium est le nuari.
La planète Vénus est présentée comme une terre marécageuse. C'est de Vénus qu'est originaire un alcool consommé dans tout le système solaire, le ségir. La principale ville vénusienne est Ednes. L'arme blanche des Vénusiens est le stylet. Les Vénusiennes portent une robe fendue sur le côté et dont l'une des épaules est dénudée. Dans le panthéon des dieux vénusiens, Shar est un dieu bénéfique et Pharol un dieu maléfique.
Sur la Lune a existé une civilisation très ancienne, la civilisation des Sélès. Les principales cités séléniennes étaient : Baloise la Belle, Ingala aux murs d'ivoire et Nial aux blanches terrasses.

### Personnages principaux
- Northwest Smith, Terrien, aventurier et contrebandier au passé trouble, mais célèbre dans tout le système solaire. Il est équipé d'un pistolet thermique placé dans un étui sur sa cuisse, d'une torche Tomlinson et de bottes de cuir. Ses yeux sont pâles et durs comme de l'acier, sa peau est hâlée et marquéee de cicatrices. Polyglotte, Smith connaît  les principaux langages du système solaire ;

- Yarol, jeune Vénusien, svelte, les yeux noirs. C'est l'ami et le compagnon d'aventures de Nothwest Smith. Il possède un vaisseau spatial edsel surnommé le Maid.

### Personnages secondaires
- Alendar, gardien de la citadelle Minga, être d'une race ancienne (La Soif noire) ;
- Apri, jeune femme, esclave de Juhli, capable de créer psychiquement un passage entre deux univers dimensionnels (Juhli) ;
- la Chose, entité brumeuse écarlate qui se nourrit de sang humain (Le Songe vermeil) ;
- Judai, Vénusienne, célèbre pour sa beauté dans tout le système solaire (Le Dieu gris) ;
- Juhli, femme Vonng, cyclope ornée d'une crête avienne, échappée de sa dimension originelle. Son œil unique lui permet de sonder l'esprit d'un être vivant (Juhli) ;
- Mihci, vieux Martien qui sauve la vie de Northwest Smith (Le Dieu gris) ;
- Shambleau, personnage féminin aux origines mystérieuses, à la chevelure tentaculaire et aux yeux verts de félin, vêtu d'un vêtement écarlate (Shambleau) ;
- Thag ou l'Arbre de vie, être d'une autre dimension qui prend la forme d'un Arbre pour attirer ses victimes humaines (L'Arbre de vie) ;
- Vaudir, vierge Minga à la chevelure rousse, qui cherche à se libérer du joug de l'Alendar (La Soif noire) ;
- John Willard, célèbre contrebandier qui a organisé un marché aux esclaves interplanétaire.

### Résumé des nouvelles
Les nouvelles sont présentées dans l'ordre chronologique de parution :
- Shambleau (1933) : Northwest Smith est sur la planète Mars. La foule s'apprête à lyncher une jeune femme affolée en criant « Shambleau, Shambleau ». Smith prend alors la défense de la Shambleau et l'emmène dans sa chambre d'hôtel pour la protéger. Pendant la nuit, Northwest Smith est attiré par cette femme qui l'hypnotise avec son regard vert de félin et se retrouve bientôt dans une dimension onirique de cauchemar. Yarol le Vénusien, son compagnon d'aventures, le sauve d'une mort certaine en tirant sur la Shambleau qu'il a visée en regardant son reflet dans le miroir, se souvenant du mythe de Méduse et Persée.

- Songe vermeil (1934) : Sur la planète Mars, Northwest Smith achète un châle écarlate orné d'un étrange motif. Dans sa chambre d'hôtel aux parois d'acier, la lumière fait se refléter le motif du tissu sur tous les murs. Northwest Smith s'endort et se retrouve dans un autre univers en forme de labyrinthe. Dans cette dimension, la seule nourriture est le sang. Une jeune fille apprend à Northwest Smith que la Chose se nourrit d'êtres humains et que seul le Mot peut les libérer. Mais prononcer le Mot entraîne la mort. Lorsqu'il est attaqué par la Chose, la jeune fille prononce le Mot' et meurt dans une atroce agonie.

- La Soif noire (1934) : Northwest Smith se trouve sur Vénus dans un entrepôt. Il rencontre une jeune femme d'une grande beauté, une vierge Minga, qui lui propose de l'argent et lui donne rendez-vous à la citadelle pour un contrat. Une fois dans la citadelle, Northwest Smith doit affronter l'Alendar, un être ancien qui élève de jeunes vierges et se nourrit de leur beauté. Alors que l'Alendar tente d'envahir l'esprit de Smith, Vaudir réussit à détourner son attention et Smith à le tuer avec son pistolet thermique. Vaudir meurt quelques instants plus tard.

- La Poussière des dieux (1934) : Northwest Smith et Yarol sont sur Mars en quête d'une nouvelle affaire. Un homme de petite taille leur propose de les rémunérer s'ils récupèrent les restes poussiéreux de Pharol, un ancien dieu, se trouvant sur son antique trône, dans une cité en ruines sur un astéroïde enfoui dans le sol de Mars. Une fois sur place, Smith et Yarol affrontent une forme blanche qui manque de les rendre fous et arrivent bientôt devant un trône de cristal. Alors que la lumière décroît autour du trône, Smith et Yarol décident de détruire la poussière divine pour éviter que leur commanditaire s'empare de sa puissance.

- Juhli (1935) : Northwest Smith se réveille dans un cachot aux côtés d'Apri, une jeune femme qui dit être au service de la sorcière Juhli. Les deux prisonniers sont bientôt convoqués auprès de Juhli, dans un palais ancestral. Smith apprend que Juhli est une Vonng venue d'une autre dimension, ouverte par les pouvoirs psychiques d'Apri. Smith s'échappe dans l'autre dimension et découvre le peuple des Vonng qui se nourrissent d'émotions et de sensations pures. Juhli serre bientôt Northwest Smith dans une étreinte mortelle. Smith comprend que la seule issue est de tuer Apri pour refermer le passage dimensionnel. Smith étrangle alors la jeune femme.

- Le Dieu gris (1935) : Sur Mars, une Vénusienne belle et riche entre dans une taverne et invite Northwest Smith à la suivre. Smith la reconnaît, il s'agit de Judai de Vénus, une femme d'une beauté inégalée qui avait disparu. Smith est chargée par Judai de récupérer un mystérieux coffret contre une grosse somme d'argent. Smith s'adresse au vieux Martien Mihci pour trouver le précieux objet. Lorsque Smith tend le coffret à Judai, celle-ci se transforme en un ancien dieu martien qui tente de s'emparer du corps de l'aventurier pour retrouver sa puissance ancestrale. Sous l'emprise du dieu, l'esprit de Smith quitte son corps. Alors que Smith réussit à retrouver le contrôle de son corps, le vieux Mihci intervient et sauve l'aventurier.

- L'Arbre de vie (1936) : Northwest Smith est recherché et se cache dans les ruines d'anciens temples martiens. Une jeune femme en pleurs, tapie dans un recoin, demande à Smith de la ramener dans l'ombre de l'Arbre de vie visible sur le sol. La jeune femme disparaît et Smith la suit, repéré par ses poursuivants. Northwest Smith se retrouve dans un monde étrange, brumeux et grisâtre, hanté par les hommes des arbres qui servent Thag, l'Arbre de vie, et qui le mettent en garde contre son pouvoir. Smith décide d'affronter l'Arbre de vie, mais s'enfuit après avoir assisté à l'étrange rencontre entre la jeune femme réapparue et l'arbre. Cependant, la musique enchanteresse de l'Arbre de vie l'attire irrémédiablement. Les hommes des arbres sont attrapés par les branches des arbres et disparaissent.||Quand il est emporté à son tour par les branches de l'Arbre de vie, Northwest Smith réussit à dégainer son pistolet thermique et tire dans les racines de l'arbre. Le monde de l'Arbre de vie explose alors et l'aventurier se retrouve au milieu des ruines martiennes.

- Paradis perdu (1936) : Sur Terre, assis à la table d'un café de New York, Northwest Smith et Yarol le Vénusien aperçoivent un petit homme aux cheveux blancs, vêtu d'un manteau rouge. Yarol apprend à Smith que cet homme appartient à une race secrète et mystérieuse, les Sélès, qui vivent sur les plateaux désolés du Tibet. À ce moment, le petit homme est dévalisé en pleine rue ; il demande à Smith et Yarol de l'aider à récupérer son précieux paquet contre la récompense de leur choix. Yarol promet de rapporter son bien s'il lui révèle le secret des Sélès. L'étranger renverse alors du ségir et invite Smith et Yarol à plonger leur regard dans la tache rouge qui s'étale sur la table. Les deux aventuriers se retrouvent alors dans une autre dimension temporelle, transportés sur Sélène, la Lune, à une époque où elle était verdoyante et habitée. Northwest Smith voyage dans le temps, habitant la mémoire ancestrale d'un ancien Sélès et partageant ses émotions. Mais le Sélès, envahi par un sentiment d'angoisse, se dirige avec sa compagne vers une grande sphère où règnent les trois dieux lunaires. Il doit se soumettre à l'ancien pacte : le sacrifice volontaire des Sélès contre la protection des dieux. Soudain conscient du danger qu'il court, Northwest Smith résiste de toutes ses forces à la mort certaine qui l'attend. Les dieux ne peuvent briser la volonté de Smith et le monde de Sélès s'anéantit sous ses yeux. Revenu dans le présent, le Sélès menace de mort les deux aventuriers, mais Yarol le tue.

- Yvala (1936) : Sur Mars, Northwest Smith et Yarol ont rendez-vous avec un Irlandais qui leur propose une dangereuse mission pour le compte du contrebandier John Willard : capturer des femmes d'une grande beauté sur un satellite de Jupiter. Les deux aventuriers acceptent et atterrissent bientôt sur un planétoïde recouvert d'une jungle luxuriante. Lorsqu'ils s'enfoncent dans la forêt, ils rencontrent une magnifique jeune femme qui les amène chez Yvala. Mais tandis que Smith est persuadé d'avoir devant lui une femme rousse à la peau de pêche, Yarol voit une créature brune à la peau blanche. Devant la beauté d'Yvala, submergés par l'extase, les esprits des deux aventuriers quittent leur corps charnels et flottent dans la forêt. Mais peu à peu Northwest Smith sent son esprit régresser à l'état animal, sous la forme d'un loup. Se rappelant le mythe de Circé et profitant d'une diversion, l'esprit de l'aventurier réussit à reprendre possession de son corps inerte et à sauver Yarol. Les deux hommes regagnent ensuite l'astronef et s'en vont.

## Commentaires

### Univers lovecraftien
Dans un univers paradoxal, à la fois archaïque et futuriste, C. L. Moore met en scène des dieux ancestraux, des races oubliées ou des personnages pseudo-mythologiques qui cherchent à se maintenir en vie ou à retrouver leur pouvoir perdu. Dans ce domaine, C. L. Moore se situe dans la lignée du travail littéraire d'H. P. Lovecraft qui décrivait ainsi son propre univers : « Toutes mes histoires [...] se rattachent à une tradition, une légende fondamentale selon laquelle ce monde a été peuplé autrefois par les êtres d'une autre race ; adeptes de la magie noire, ils ont perdu leur emprise sur cet univers et ont été bannis, mais ils continuent à vivre au-dehors et sont toujours prêts à reprendre possession de la Terre. »
C'est dans le paragraphe qui introduit la nouvelle Shambleau que l'auteure pose les bases de son univers imaginaire, proche de celui de Lovecraft : « L'homme a déjà conquis l'espace. Vous pouvez en être sûr. Bien longtemps avant les Égyptiens, dans cette obscurité d'où viennent des échos de noms à demi mythiques - Atlantis, Mû -, longtemps avant les premiers débuts de l'Histoire, il dut y avoir un temps où l'humanité construisait des cités d'acier pour loger ses vaisseaux qui voyageaient parmi les étoiles [...]. » C. L. Moore intègre à cet univers lovecrafien d'un âge d'or immémorial, mais irrémédiablement perdu, une touche d'érotisme parfois à peine suggéré, une réflexion insistante sur la féminité et une longue rêverie sur le pouvoir destructeur de la beauté.

### Analyse narratologique
Du point de vue de la conduite de la narration, C. L. Moore attache peu d'importance à la dimension purement événementielle de ses intrigues. La situation initiale est souvent brossée à grands traits, présentant un héros désœuvré, Northwest Smith, dont on ne sait quasiment rien, et qui traîne dans une rue ou attend dans un lieu mal famé. Le contexte science-fictif reste le plus souvent obscur, avec un univers imaginaire aux données très lacunaires. Le dénouement, quant à lui, arrive toujours de manière abrupte, déclenché par un simple tir de pistolet thermique ou par l'intervention in extremis d'un autre personnage qui joue alors le rôle convenu du Deus ex machina. En fait, le travail littéraire de C. L. Moore se concentre non pas sur l'aspect événementiel de l'histoire, mais sur l'atmosphère d'oppression et d'horreur qu'elle crée au fil du récit, avec un héros dont l'expérience psychique est toujours poussée à son extrême limite.
Chaque nouvelle répond à un modèle commun :
| Critère d'analyse | Situation initiale                                                          | Complication                                                                                                   | Action / Opposant                                                                            | Résolution / Adjuvant                                                         |
| ----------------- | --------------------------------------------------------------------------- | --- | -------------------------------------------------------------------------------------------- | ----------------------------------------------------------------------------- |
| Genre             | Science-fiction.                                                            | Fantastique.                                                                                                   | Fantastique.                                                                                 | Science-fiction ou fantastique.                                               |
| Action            | Héros dans l'expectative.                                                   | Rencontre fortuite avec un personnage singulier, souvent féminin, qui entraîne le héros dans un monde étrange. | Confrontation avec un être d'origine divine, extra-dimensionnelle ou pseudo-mythologique.    | Intervention extérieure d'un personnage secondaire ou sursaut vital du héros. |
| Atmosphère        | Désœuvrement ou détresse du héros.                                          | Étonnement et curiosité du héros face à un être singulier, souvent féminin, qui l'incite à le suivre.          | Angoisse du héros, sentiment d'horreur face à une entité divine avide de sacrifices humains. | Libération et soulagement du héros.                                           |
| Personnages       | Héros : Aventurier de l'espace au passé trouble et aux activités douteuses. | Personnage féminin d'une très grande beauté aux origines mystérieuses.                                         | Opposant : Divinité extra-dimensionnelle qui souhaite recouvrer son pouvoir ancestral.       | Adjuvant: arme futuriste ou personnage secondaire.                            |

### Archétypes mythologiques et littéraires
Catherine L. Moore utilise dans ses nouvelles certains archétypes littéraires et les développe sur un registre fantastique. On retrouve ainsi au fil des nouvelles du recueil des allusions à différents mythes : la Méduse (Shambleau), Circé (Yvala), la légende arabe des houris (La Soif noire, Yvala), le Vampire (Shambleau), Lucifer (Shambleau), le Cyclope (Juhli), les sirènes (Yvala, L'Arbre de vie), Lilith (Yvala), Hélène de Troie (Yvala), la figure matriarcale de la triple Hécate (Paradis perdu) et le totémisme animal (Yvala).

### Tératologie
Les différents monstres/divinités inventés par Catherine Lucille Moore présentent les caractéristiques particulières suivantes :
- Shambleau (Shambleau) : être ancestral qui prend forme féminine et se nourrit de l'énergie vitale des êtres vivants après les avoir séduits ;
- la Chose (Le Songe vermeil) : être protoplasmique qui se nourrit du sang des êtres humains ;
- Alendar (La Soif noire) : être d'une race ancestrale qui se nourrit de la puissance qui émane de la perfection et de la beauté ;
- Vonng (Juhli) : êtres d'une autre dimension qui se nourrissent du sang, des sensations et des émotions de leurs victimes, qu'elles soient positives ou négatives ;
- le Dieu gris (Le Dieu gris) : ancien dieu martien qui utilise des corps humains pour investir notre dimension et retrouver sa puissance ancestrale ;
- Yvala (Yvala) : parangon du narcissisme divin, Yvala se nourrit de l'admiration, de l'adoration et du désir des êtres vivants pour sa beauté.

### Langage des couleurs
Tout au long de ses nouvelles, C. L. Moore utilise un véritable « langage des couleurs » qui apparaît déjà dans les titres mêmes de certains de ses récits comme Songe vermeil, La Soif noire ou Le Dieu gris. Chaque couleur est associée à un personnage ou un phénomène particulier, ce qui permet d'établir une sorte de nuancier littéraire :
- Noir : couleur de la mort, du néant, de la dimension de l'insondable.
- Gris : couleur de la déchéance et du pouvoir perdu (couleur souvent associée à des races semi-éteintes) ;
- Rouge : couleur du désir, de l'ivresse, du plaisir et de l'excitation[12] (couleur des lèvres des jeunes femmes, du sang, de l'alcool vénusien dénommé Ségir et de la plupart des robes et vêtements féminins) ;
- Vert : couleur du danger et du mystère (yeux de la Shambleau, yeux de l'Alendar, couleur de la grotte de la Soif noire) ;
- Bleu : couleur de la sérénité et de l'absence de danger (couleurs d'endroits paisibles et couleur de la flamme du pistolet thermique de Northwest Smith).

## Postérité littéraire
Dans Shambleau et Le Dieu gris, le héros, Northwest Smith, fredonne une chanson intitulée Les Vertes collines de la Terre. Ce titre fut par la suite repris par l'écrivain de science-fiction américain Robert A. Heinlein comme titre de l'un des récits constitutifs de son Histoire du futur, en 1947.

## Classique de la science-fiction
La nouvelle Shambleau ou le recueil complet ont été classés parmi les grands classiques de la science-fiction dans les ouvrages de références suivants :
- Annick Beguin, Les 100 principaux titres de la science-fiction, Cosmos 2000, 1981 ;
- Jacques Sadoul, Anthologie de la littérature de science-fiction, Ramsay, 1981 ;
- Stan Barets, Le science-fictionnaire, Denoël, coll. « Présence du futur », 1994.

## Critiques
- H. P. Lovecraft déclara à propos de la première nouvelle du recueil : « Shambleau est une grande chose. Le récit commence d'une façon tout à fait admirable. Sur la note de terreur qui convient exactement, avec de ténébreuses allusions évocatrices de l'inconnu. La nature subtilement sinistre de l'entité, suggérée par l'inexplicable horreur qu'elle suscite chez les gens, produit un effet d'une extrême puissance - et la description de la chose elle-même, quand le masque tombe, ne déçoit pas. L'atmosphère et la tension sont réelles, qualités que l'on rencontre rarement dans les récits populaires traditionnels, d'une écriture rapide et hachée, où les personnages et les images sont des poncifs sans vie. La seule faiblesse importante réside dans la convention du cadre interplanétaire choisi. »[14]
- Jacques Sadoul, Histoire de la science-fiction moderne. 1911-1984, Robert Laffont, coll. « Ailleurs et Demain / Essais », 1984, p. 99 : « Shambleau reste à mes yeux un des grands chefs-d'œuvre de la science-fiction de tous les temps. »
- Gérard Garnier, Horizons du fantastique, n° 26, 1974.

## Illustrations
La nouvelle Shambleau a été publiée dans une version illustrée par Jean-Claude Forest, futur créateur de Barbarella, en 1955 dans V-Magazine. Ces illustrations sont accessibles sur le site anglophone Coolfrenchcomics.

## Éditions françaises
La nouvelle Shambleau de Catherine Lucille Moore, traduite de l'américain par Georges H. Gallet, est intégrée à différents recueils de nouvelles :
- Escales dans l'infini, trad. Georges H. Gallet, Hachette & Gallimard, Coll. « Le Rayon fantastique », 1954 ;
- Shambleau, J'ai lu, coll. « Science-fiction », n° 415, 1972 (rééditions en 1979, 1987).

Les huit autres nouvelles de C. L. Moore ont été publiées dans :
- L'Aventurier de l'espace, trad. Georges H. Gallet, Hachette & Gallimard, Coll. « Le Rayon fantastique », 1957 ;
- Shambleau, J'ai lu, coll. « Science-fiction », n° 415, 1972 (rééditions en 1979, 1987).

L'ensemble des nouvelles du cycle (incluant La nymphe des ténèbres, co-écrite avec Forrest J. Ackerman, et deux inédits - en France - La femme-garou et Chanson sur le mode mineur) ont finalement été publiées en 2010 chez Folio SF :
- Les aventures de Northwest Smith, Folio SF, n° 379, 2010. Il s'agit des traductions de Georges H. Gallet, révisées par Sophie Collombet (qui traduit également les inédits). Le tout est précédé d'une préface de Serge Lehman [15]

## Citations
Les numéros de page des citations qui suivent renvoient à l'édition J'ai lu (1972) citée en références.
- « Par-dessus la clameur montante de son sang tandis qu'il posait ses lèvres sur les siennes, Smith sentit quelque chose se révolter profondément en lui, inexplicable, instinctif. », Shambleau, p. 17 ;
- « Il y a beaucoup de pays de rêve, dit-elle, beaucoup de pays nébuleux, irréels, où errent les âmes des dormeurs. Des lieux qui ont une existence réelle, ténie, si l'on en connaît le chemin... », Songe vermeil, p. 50 ;
- « Avez-vous jamais pensé que la beauté puisse être raffinée et intensifiée au point qu'on puisse à peine supporter de la regarder ? », La Soif noire, p. 136 ;
- « Qu'est-ce qui est plus fort que l'amour ? La réponse lui vint quand il sombra dans l'oubli : la Mort. », Le Dieu gris, p. 302 ;
- « Il n'est pas donné à beaucoup d'hommes de connaître l'essence ultime de toute l'horreur, concentrée en une unité fondamentale. », L'arbre de vie, p. 111 ;